# Dorothea Neukirchen
Dorothea Neukirchen (Düsseldorf, 1941) és una actriu, cineasta i escriptora alemanya.

## Vida i obra
Neukirchen es va graduar a l'Annette-von-Droste-Hülshoff-Gymnasium el 1960. Després de formar-se com a actor fins al 1963 a la Musikhochschule Stuttgart, va actuar en diversos escenaris alemanys. Des de 1969 va tenir papers cinematogràfics a la televisió alemanya i amb la BBC. Va arribar a dirigir i escriure guions mitjançant anuncis de televisió i moderació (WDR, WWF), guions de ràdio i documentals.
Després d'una beca al Script Lab europeu del professor de guió esetatunidenc Frank Daniel i d'altres formació continuada, ella mateixa va impartir tallers a Alemanya i Suïssa des dels anys noranta sobre guió, actuant davant la càmera i liderant actors. L'any 2000 el seu llibre de no ficció Vor der Kamera va ser publicat per Zweitausendeins juntament amb l'edició en CD Mentaltraining für Schauspieler. El mateix any va publicar la novel·la Sinkflug sota el pseudònim Dorothea Fremder a S. Fischer Verlag. A continuació, els programes radiofònics Riss in der Maske i Wohnen im Alter, la novel·la Eine Winteraffäre i, el 2015, el volum de contes Von Liebe und anderen Abschieden.
Va ser membre fundadora i membre de la junta de la Filmbüro NRW, membre de la junta de l'Associació de Guionistes Alemanys (VDD) durant vuit anys i membre del jurat del llargmetratge. finançament cinematogràfic a la BKM, dos anys com a president del jurat i membre de l'Acadèmia de Cinema Alemanya.
Va estar casada amb Martin Wiebel durant 24 anys i és mare d'una filla. Des del 2012, Neukirchen viu a Friedrichshafen al llac de Constança.

## Filmografia
Guió/Director:
- 1979: Die natürlichste Sache der Welt (WDR)
- 1982: Dabbel Trabbel (ZDF)
- 1987: Der Prozess des Sokrates (WDR)
- 1994: Kinder Küche Karriere (ARTE, Dokumentarfilm)
- 1995: Wilsberg: Und die Toten lässt man ruhen (ZDF)

Actriu:
- 1971: Tatort: Kressin und der tote Mann im Fleet
- 2005: Zeit der Wünsche
- 2010: Das Glück kommt unverhofft
- 2012: Ruhm
- 2013: Schneewittchen muss sterben
- 2015: Verfehlung

## Llibres i publicacions (selecció)
- Sinkflug. Novel·la sota el pseudònim Dorothea Fremder Taschenbuch im S. Fischerverlag, 2000. ISBN 3-596-14820-0.
- Vor der Kamera – Camera Acting für Film und Fernsehen. nova edició revisada, 2009. ISBN 978-3-86805-503-0.
- Eine Winteraffäre. novel·la, 2013. ISBN 978-3-86386-384-5.
- Von Liebe und anderen Abschieden. Contes, 2015. ISBN 978-3-86460-275-7.